# Mario Party
Mario Party (マリオパーティ, Mario Pāti) est une série de jeux vidéo de type party game éditée par Nintendo et développée par Hudson Soft de Mario Party à Mario Party DS, puis par Nd Cube depuis Mario Party 9.
Il s'agit d'une sorte de jeu de l'oie dans lequel les joueurs contrôlent des personnages issus de l'univers Super Mario au travers de plateaux de jeu aux décors, surprises et règles variés, le but étant de terminer la partie avec le plus d'Étoiles possible.
La série compte dix-huit épisodes, à savoir dix publiés sur consoles de salon, cinq sur consoles portables et trois sur consoles hybrides.

## Historique
Nintendo, depuis 1999 (1998 au Japon), a publié un à plusieurs épisodes sur chacune de ses consoles depuis la Nintendo 64 jusqu'à la Nintendo Switch. Chacun d'eux apporte son lot de nouveautés, que ce soit au niveau des personnages jouables ou des modes de jeu proposés.
| 1998 | Mario Party                |
| 1999 | Mario Party 2              |
| 2000 | Mario Party 3              |
| 2001 |                            |
| 2002 | Mario Party 4              |
| 2003 | Mario Party 5              |
| 2004 | Mario Party 6              |
| 2005 | Mario Party Advance        |
| 2005 | Mario Party 7              |
| 2006 |                            |
| 2007 | Mario Party 8              |
| 2007 | Mario Party DS             |
| 2008 |                            |
| 2009 |                            |
| 2010 |                            |
| 2011 |                            |
| 2012 | Mario Party 9              |
| 2013 | Mario Party: Island Tour   |
| 2014 |                            |
| 2015 | Mario Party 10             |
| 2016 | Mario Party: Star Rush     |
| 2017 | Mario Party: The Top 100   |
| 2018 | Super Mario Party          |
| 2019 |                            |
| 2020 |                            |
| 2021 | Mario Party Superstars     |
| 2022 |                            |
| 2023 |                            |
| 2024 | Super Mario Party Jamboree |

### Épisodes sur consoles de salon

#### Mario Party
Publié sur Nintendo 64 le 18 décembre 1998, Mario Party est le tout premier jeu de la série qui a posé les fondations des mécaniques de jeu de celle-ci. Il est jouable en solo et en multijoueur jusqu'à quatre joueurs.
Six personnages iconiques de la série Super Mario sont jouables : Mario, Luigi, Peach, Yoshi, Wario et Donkey Kong. L'histoire est construite autour d'une querelle amicale dans laquelle ces personnages se disputent le titre de « Superstar ».
Afin de définir auquel d'entre eux revient ce titre, le joueur doit les aider à parcourir les différents plateaux proposés pour récolter le maximum d'Étoiles. Ils sont au nombre de huit et proposent des mécaniques variées et des décors uniques basés sur chacun des protagonistes : traverser les ruines de la Jungle de Donkey Kong, festoyer autour du Gâteau d'anniversaire de Peach, parcourir l'Île tropicale de Yoshi, se frayer un chemin sur le champ de bataille du Ravin guerrier de Wario et dans la Salle des machines de Luigi ou encore atteindre les sommets du Château arc-en-ciel de Mario. Deux autres plateaux à débloquer viennent étendre l'expérience de jeu, nommés Volcan de Bowser et Étoile Éternelle.
Mario Party a par la suite été republié le 2 novembre 2022 dans la sélection des jeux rétros accessibles via l'abonnement Nintendo Switch Online.

#### Mario Party 2
Mario Party 2 a été publié sur Nintendo 64 le 17 décembre 1999 et fait suite au premier épisode. Comme son prédécesseur, il est jouable aussi bien en solo qu'en multijoueur jusqu'à quatre joueurs.
L'histoire démarre par une nouvelle querelle amicale entre les six protagonistes, qui sont les mêmes que dans l'opus précédent. Chacun d'entre eux souhaite donner son nom à un nouveau parc à thème mais, n'arrivant pas à établir de consensus, celui ou celle qui vaincra Bowser, alors venu troubler les festivités, aura le privilège de donner son nom au parc.
Pour cela, le joueur doit les accompagner dans leur aventure au travers de six plateaux aux environnements uniques : les îles du Pays Pirate, le désert du Pays Western, le cosmos du Pays Espace, les ruines du Pays Mystère, le cimetière du Pays Horreur et le volcan du Pays Bowser. Contrairement à l'épisode précédent, les personnages revêtent des costumes adaptés au plateau qu'ils parcourent, renforçant ainsi le côté immersif des décors.
Mario Party 2 a connu plusieurs reparutions, comme sur la console virtuelle de la Wii le 24 décembre 2010, la console virtuelle de la Wii U le 21 avril 2016, ainsi que dans la sélection Nintendo Switch Online le 2 novembre 2022.

#### Mario Party 3
Mario Party 3 est le troisième épisode de la série et le dernier à paraître sur la console Nintendo 64. Il est sorti le 7 décembre 2000.
Le titre reprend les six mêmes personnages que dans les opus précédents, en plus d'introduire Daisy et Waluigi comme nouveaux personnages jouables dans la série. Les huit protagonistes se disputent ainsi de nouveau le titre de « Superstar » qu'ils vont devoir mériter en s'affrontant sur les différents plateaux de jeu.
Six plateaux aux décors uniques sont ainsi présents : le froid des Eaux Glagla, les fonds marins de la Mer de Bloober, les dunes du Désert Épineux, la verdure du Bois de Woody, les profondeurs de la Caverne Kikrain et l'archipel de l'Île de Waluigi. Contrairement à l'épisode précédent, les personnages ne portent plus de déguisements adaptés aux décors du plateau qu'ils parcourent.
Cet opus introduit un nouveau mode de jeu en plus des traditionnels modes Histoire et Jeu Libre, qui est le mode Duel dans lequel deux joueurs s'affrontent soutenus par des partenaires qui, en attaquant, font diminuer la jauge d'endurance de l'adversaire. Le joueur qui perd toute son endurance perd la partie.
Mario Party 3 a rejoint la sélection de jeux rétros accessibles depuis l'abonnement Nintendo Switch Online le 27 octobre 2023.

#### Mario Party 4
Paru le 21 octobre 2002 sur GameCube, Mario Party 4 fait suite aux trois premiers épisodes sortis sur Nintendo 64.
Le joueur retrouve les huit personnages présents dans l'opus précédent et suit leurs aventures à travers le « LudiCube », un endroit magique dont l'animation des plateaux est confiée à un personnage secondaire emblématique de la série Super Mario. Le joueur retrouve ainsi Toad au parc d'attraction Toad Aventura Parc, Maskass dans les ruines de la Jungle Maskass, Goomba aux commandes de son Casino Goomba, Boo qui organise son Bal Boorlesque dans un manoir et Koopa sur la plage pour la Soirée Koopa Cabana. Un dernier plateau animé par Bowser est déblocable, Bowser Méga Teuf, portant à six le nombre total de plateaux parcourables.

#### Mario Party 5
Sorti le 11 novembre 2003, Mario Party 5 est le second épisode à paraître sur GameCube.
Le joueur a le choix entre plusieurs personnages jouables qui sont en grande partie de retour de l'épisode précédent, à l'exception de Donkey Kong qui anime désormais les « Mini-jeux DK ». Il reste cependant jouable dans le mode Super Duel. Quant aux nouveaux personnages, ils sont au nombre de trois : Toad, Boo et Mini Bowser.
Plusieurs modes sont disponibles, notamment un nouveau mode intitulé Super Duel dans lequel les joueurs s'affrontent au volant de véhicules personnalisables (châssis, roue et arme). Quant au mode Histoire, il met en scène un personnage qui doit aider les Grandes Étoiles, personnages apparus dans Paper Mario sur Nintendo 64, à libérer UniRêve de la menace de Bowser en parcourant les sept plateaux qu'il propose : le coffre à jouets de LudiRêve, la station spatiale de FutuRêve, les fonds marins d'AquaRêve, la grotte pirate en AventuRêve, le gâteau de FrianRêve et les cieux en Arc-en-Rêve. Une fois ces plateaux terminés, la bataille finale se déroule à BowseRêve.

#### Mario Party 6
Mario Party 6 est le sixième épisode de la série et le troisième à être publié sur la GameCube, le 18 novembre 2004.
Le joueur doit aider Mario et ses amis à réconcilier les astres solaire et lunaire qui se sont disputés : Célestin et Séléna. Les personnages jouables sont les mêmes que dans le précédent opus et introduit en plus Toadette pour la première fois dans la série.
Une nouvelle mécanique fait son apparition sur les plateaux : le cycle jour/nuit, qui fonctionne à la manière du plateau Pays Horreur de Mario Party 2. Ainsi, tous les trois tours, le jour chasse la nuit et vice-versa, ce qui vient bouleverser l'environnement du plateau et les règles de la partie. Le jeu propose six plateaux avec pour certains de nouvelles façons de gagner des Étoiles : escalader le grand Arbre à Malice, se frayer un chemin dans le Hangar K. Tastroff, atteindre la place centrale du Quartier Fortuno pour y acheter des Étoiles, dérober les Étoiles de ses adversaires à l'aide de Chomp déchaînés au Lac Flocon et partir à la recherche de Donkey Kong tout en fuyant Bowser dans la Baie Perdition et le Château Rouages.
Par ailleurs, le titre propose une connexion avec un accessoire microphone spécialement conçu pour lui. Ainsi, certains mini-jeux peuvent être joué à l'aide du souffle ou de l'intensité sonore.

#### Mario Party 7
Quatrième et dernier épisode édité sur GameCube, Mario Party 7 est paru le 7 novembre 2005.
Mario et ses amis ont été conviés par Papy Champi à embarquer sur un luxueux paquebot pour une croisière autour du monde. Le joueur retrouve ainsi l'ensemble des personnages jouables du précédent opus, à l'exception de Mini Bowser qui est remplacé par Birdo et Skelerex, marquant ainsi leur première apparition en tant que personnages jouables dans la série.
Les plateaux proposés, au nombre de six, sont inspirés pour la plupart de lieux du monde réel : le Grand Canal de l'Italie, le Pic Pagode du Japon, le Parc Sec Sec de l'Égypte, Flash Vegas des États-Unis et Moulinville des Pays-Bas. Seules les Île infernales de Bowser se déroulent dans un décors volcanique.
Le titre reprend l'utilisation de l'accessoire microphone à la manière de Mario Party 6 et introduit un nouveau système de jeu à huit joueurs. Ainsi, les plateaux peuvent être parcourus aussi bien par quatre joueurs solos que huit joueurs répartis en quatre équipes de deux chacunes. Les mini-jeux à huit font également leur apparition.

#### Mario Party 8
Paru le 29 mai 2007, Mario Party 8 est le premier épisode de la série à paraître sur Wii.
Mario et ses amis sont invités par Martin Tamarre et Gai Lurin à participer à un carnaval. Le joueur retrouve l'ensemble des personnages jouables de l'épisode précédent, en plus d'introduire Bloups et Frère Marto en tant que nouveaux venus dans la série.
Certains plateaux proposent une expérience de jeu différente de la traditionnel chasse à la case Étoile. Bien que le Temple de la jungle de DK se base sur ce système, pour les autres plateaux, le joueur doit atteindre le fond de l'Ilot au trésor de Goomba ou la locomotive du Marrant Express de Maskass pour obtenir une Étoile. Au Manoir hanté du Roi Boo, le tracé du parcours est modifié à chaque nouvelle partie dessus. À la Cité des hôtel de Koopa, les joueurs doivent investir dans les hôtels qui peuvent valoir jusqu'à trois Étoiles. Enfin, sur la Station mirobolante de Bowser, les joueurs doivent se dérober leurs Étoiles entre eux.
Le titre tire pleinement partie des fonctionnalités de la console et propose ainsi de nouvelles façon de jouer aux mini-jeux via les commandes gyroscopiques de la Wiimote.

#### Mario Party 9
Mario Party 9 a été publié sur Wii le 2 mars 2012. Ce titre est venu bousculer quelques codes connus jusqu'à lui dans la série, les joueurs ne se déplaçant désormais plus individuellement sur le plateau mais tous ensemble dans un même véhicule.
Le joueur retrouve une grande partie des personnages jouables des épisodes précédents : Mario, Luigi, Peach, Daisy, Wario, Waluigi, Yoshi, Birdo, Toad, Koopa, Maskass et Kamek. Ces trois derniers font leur première apparition dans la série en tant que personnages jouables.
Le joueur doit guider les protagonistes sur les différents plateaux de jeu pour retrouver les Petites Étoiles capturées par Bowser. Sept plateaux sont ainsi disponibles : la plaine de Randonnée dans la Vallée, l'usine explosive de Panique à la Fabrique, le terrifiant Cauchemar au Manoir, les fonds marins d'Expédition au Lagon, le volcan de Galère dans la Cratère, la station spatiale de Bowser en Apesanteur et la luxuriante Jungle DK. De plus, différents boss rythment la progression sur les plateaux. Un est situé à mi-chemin et l'autre à l'arrivée. Le joueur doit les battre à la manière d'un mini-jeu pour pouvoir poursuivre son chemin.

#### Mario Party 10
Mario Party 10 est le seul épisode de la série édité sur Wii U, paru le 12 mars 2015. Il s'inspire du système de jeu du précédent épisode.
Différents personnages jouables sont proposés : Mario, Luigi, Peach, Toad, Yoshi, Wario, Waluigi, Daisy, Donkey Kong, Toadette, Harmonie et Spike. Ces deux derniers sont introduits dans la série pour la première fois en tant que personnages jouables. Bowser est également jouable dans le mode Bowser Party.
Le jeu propose cinq plateaux à parcourir jusqu'à quatre joueurs : la plaine du Parc des Champignons, le sombre Sentier Hanté, l'océan d'Abysses Bizarres, les cieux de Mouillage des Nuages et le magmatique Château du Chaos.
Le titre dispose d'une sélection de mini-jeux tirant partie des fonctionnalités du Wii U GamePad. De plus, en mode Bowser Party, un cinquième joueur peut rejoindre la partie en contrôlant Bowser qui a pour but de rattraper les joueurs sur le plateau pour les empêcher d'arriver au bout.
Enfin, la compatibilité avec les figurines amiibo est intégrée dans un mode unique qui permet de débloquer des plateaux à l'effigie du personnage scanné.

### Épisodes sur consoles portables

#### Mario Party Advance
Publié sur Game Boy Advance le 13 janvier 2005, Mario Party Advance est le premier épisode de la série à s'exporter sur console portable.
Le joueur guide un personnage au volant d'un véhicule, au choix entre Mario, Luigi, Peach et Yoshi, à travers Champiville. Cinquante mini-jeux sont disponibles sous forme de missions éparpillées sur le plateau que le joueur doit réaliser pour pouvoir affronter Bowser. Comme dans les épisodes de la série, le joueur se déplace de case en case selon le score obtenu au lancé de dé.
Le titre est également disponible sur la console virtuelle de la Wii U depuis le 25 décembre 2014.

#### Mario Party DS
Mario Party DS a été publié sur Nintendo DS le 8 novembre 2007. Il s'appuie sur la même mécanique que les autres opus, c'est-à-dire, obtenir le plus d'Étoiles possible avant la fin de la partie.
L'histoire se déroule dans un monde dans lequel Mario et ses amis ont été miniaturisé par Bowser. Le joueur peut ainsi choisir entre Mario, Luigi, Wario, Yoshi, Peach, Daisy, Waluigi et Toad.
Le joueur guide ainsi les protagonistes au travers de cinq plateaux, en aidant au passage différents personnages qui font face à des problématiques diverses. Chaque plateau se termine par un combat de boss qui se déroule sous la forme d'un mini-jeu. Le joueur parcourt ainsi le Jardin de Wiggler pour aider Wiggler à se débarrasser d'une Plante Piranha envahissante, la Salle de musique de Toadette dans laquelle Toadette souhaite arrêter un Frère Marto tapageur, la Statue de pierre de DK où Diddy Kong cherche à libérer Donkey Kong du maléfice de Skelerex, l'Étude de Kamek dans laquelle Kamek a piégé Mario et ses amis et le Flipper de Bowser qui sert de plateau final.
Le titre s'appuie sur les fonctionnalités tactiles et du microphones de la console pour proposer des mini-jeux aux façons de jouer inédites.
Mario Party DS a également fait son retour sur Wii U le 21 avril 2016 via console virtuelle.

#### Mario Party: Island Tour
Premier épisode publié sur Nintendo 3DS, Mario Party: Island Tour est paru le 22 novembre 2013.
Le titre reprend l'ensemble des personnages jouables de Mario Party DS en plus d'ajouter Boo et d'introduire Bowser Jr. pour la première fois dans la série en tant que personnage jouable.
Les plateaux, au nombre sept, disposent chacun d'une règle unique et inédite. Ainsi, au Royaume des Bonus, le but est d'arriver en premier au château situé à la fin du plateau. Dans Montagne de Bill Bourrin, le joueur doit atteindre le sommet en évitant les Bill Ball. Sur la Route des Étoiles, le vainqueur est le joueur qui remporte le plus de Petites Étoiles, à la manière de Mario Party 9. Au Parc aux Fusées, le joueur doit foncer dans son vaisseau à toute allure à travers le plateau inspiré de l'Observatoire de la Comète de Super Mario Galaxy pour rejoindre Harmonie à l'arrivée en premier. Les Manoirs de Kamek proposent une expérience inédite en remplaçant les dés par des cartes pour se déplacer avec précision. Sur la Table de jeu de Maskass, qui ne peut être joué qu'en multijoueur local, les joueurs s'échangent leurs cartes pour pouvoir progresser. Enfin, le Volcan de Bowser propose une expérience inversée : le dernier joueur à atteindre la ligne d'arrivée emporte la partie.
Des combats de boss à la manière de Mario Party 9 sont également disponibles dans le mode Tour de Bowser.

#### Mario Party: Star Rush
Mario Party: Star Rush, publié le 7 octobre 2016, est le deuxième épisode édité sur Nintendo 3DS.
Le joueur retrouve une multitude de personnages jouables des épisodes précédents : Mario, Luigi, Peach, Daisy, Wario, Waluigi, Yoshi, Toad, Toadette, Harmonie, Donkey Kong et Diddy Kong, ce dernier étant jouable pour la première fois dans la série.
Le système de plateaux se distingue des mécaniques traditionnelles de la série. En effet, le joueur dirige un Toad de couleur tout en recrutant les différents personnages présents pour obtenir plus de choix de dés. L'objectif est de terminer avec le plus d'Étoiles possible, qui peuvent être obtenues soit en échange de pièces, soit en combattant des boss à la manière de Mario Party 9.
La spécificité de ce titre réside en la multitude de modes de jeu proposés, ainsi que de la compatibilité avec les figurines amiibo.

#### Mario Party: The Top 100
Publié le 10 novembre 2017, Mario Party: The Top 100 est le dernier épisode à avoir été publié sur Nintendo 3DS.
Le jeu est principalement centré sur la compilation de cent mini-jeux tirés des épisodes sur consoles de salon, de Mario Party à Mario Party 10. Huit personnages emblématiques de la série sont jouables, qui sont Mario, Luigi, Peach, Daisy, Wario, Waluigi, Yoshi et Harmonie.
Le titre supporte également la fonctionnalité amiibo.

### Épisodes sur consoles hybrides

#### Super Mario Party
Premier épisode sorti sur Nintendo Switch, Super Mario Party est paru le 5 octobre 2018.
La particularité de cet opus est qu'il n'est pas centré sur les jeux de plateau. Il propose d'autres modes prenant en compte les fonctionnalités de la console, comme des mini-jeux en rythme. Il regroupe une vingtaine de personnages majoritairement issus de la série qui sont Mario, Luigi, Peach, Daisy, Wario, Waluigi, Yoshi, Harmonie, Donkey Kong, Diddy Kong, Bowser, Maskass,  Koopa, Bowser Jr., Boo,  Frère Marto, Skelerex, Goomba, Topi Taupe et Poum Poum, ces trois derniers faisant leur entrée dans la série.
Les plateaux, au nombre de quatre, peuvent être parcourus soit de manière classique, c'est-à-dire que le joueur progresse de case en case et celui qui obtient le plus d'Étoiles à la fin de la partie l'emporte, soit de façon plus libre à la manière de Mario Party: Star Rush, où le joueur peut recruter de nombreux personnages du jeu pour obtenir de nouveaux dés et l'aider dans sa progression. Le joueur doit ainsi éviter de se faire écraser dans les Ruines dominos des Whomps, être attentif au décompte de la bombe dans la Mine périlleuse du Roi Bob-Omb, naviguer entre les différentes îles de l'Atoll fruité de Méga Bloups et s'enrichir au Manoir clinquant de Kamek.
Super Mario Party est l'épisode le plus vendu de la série à date de septembre 2024 avec 20,66 millions d'exemplaires écoulés à travers le monde.

#### Mario Party Superstars
Second épisode édité sur Nintendo Switch, Mario Party Superstars est sorti le 29 octobre 2021.
Ce titre se positionne comme un « retour aux sources » en se concentrant sur le jeu de plateau classique de la série : le joueur qui comptabilise le plus d'Étoiles possible à la fin de la partie gagne. Dix personnages emblématiques de la série sont jouables : Mario, Luigi, Peach, Daisy, Wario, Waluigi, Yoshi, Harmonie, Donkey Kong et Birdo.
Les plateaux, au nombre de cinq, sont remasterisés d'épisodes précédents : le Gâteau d’anniversaire de Peach et l’Île tropicale de Yoshi de Mario Party, la Station Spatiale et le Pays de l'Horreur de Mario Party 2 et enfin le Bois de Woody de Mario Party 3. Cent mini-jeux tirés des épisodes principaux sont également présents, à la manière de Mario Party: The Top 100.

#### Super Mario Party Jamboree
Troisième épisode édité sur Nintendo Switch, Super Mario Party Jamboree est paru le 17 octobre 2024. Il fait suite à Super Mario Party.
Le titre se positionne comme le plus « grand » des épisodes de la série jusqu'à lui. Il met en scène vingt-deux personnages jouables qui sont Mario, Luigi, Peach, Daisy, Wario, Waluigi, Yoshi, Toadette, Toad, Harmonie, Donkey Kong, Birdo, Bowser, Goomba, Maskass, Koopa, Topi Taupe, Bowser Jr., Boo, Spike, Pauline et Ninji, ces deux derniers faisant leur première apparition dans la série.
Les cent-dix mini-jeux proposés par ce titre viennent rythmer les parties se déroulant sur les sept plateaux de jeu disponibles, dont cinq sont inédits et deux remasterisés d'épisodes précédents : le parcours changeant selon les déplacements de Wiggler du Bois rieur de Méga Wiggler ou de la marée sur l'Île Goomba, la course du Circuit Déjanté, les boutiques des Galeries Arc-en-ciel, les pièges de la Base secrète de Bowser, le Château Arc-en-ciel de Mario de Mario Party et le Pays Western de Mario Party 2.
À l'instar de Super Mario Party, d'autres modes de jeu sont proposés, notamment le mode Koopathlon qui permet à vingt joueurs de jouer ensemble simultanément en ligne.

## Personnages
La série Mario Party recense de nombreux personnages tirés de l'univers Super Mario. Chaque épisode dispose ainsi d'une sélection de personnages récurrents, en plus d'en introduire de nouveaux.
| Personnage  | Épisodes sur consoles de salon | Épisodes sur consoles de salon | Épisodes sur consoles de salon | Épisodes sur consoles de salon | Épisodes sur consoles de salon | Épisodes sur consoles de salon | Épisodes sur consoles de salon | Épisodes sur consoles de salon | Épisodes sur consoles de salon | Épisodes sur consoles de salon | Épisodes sur consoles portables | Épisodes sur consoles portables | Épisodes sur consoles portables | Épisodes sur consoles portables | Épisodes sur consoles portables | Épisodes sur consoles hybrides | Épisodes sur consoles hybrides | Épisodes sur consoles hybrides |
| Personnage  | MP                             | MP2                            | MP3                            | MP4                            | MP5                            | MP6                            | MP7                            | MP8                            | MP9                            | MP10                           | MPA                             | MPDS                            | MPIT                            | MPSR                            | MPTT100                         | SMP                            | MPS                            | SMPJ                           |
| ----------- | ------------------------------ | ------------------------------ | ------------------------------ | ------------------------------ | ------------------------------ | ------------------------------ | ------------------------------ | ------------------------------ | ------------------------------ | ------------------------------ | ------------------------------- | ------------------------------- | ------------------------------- | ------------------------------- | ------------------------------- | ------------------------------ | ------------------------------ | ------------------------------ |
| Mario       | Oui                            | Oui                            | Oui                            | Oui                            | Oui                            | Oui                            | Oui                            | Oui                            | Oui                            | Oui                            | Oui                             | Oui                             | Oui                             | Oui                             | Oui                             | Oui                            | Oui                            | Oui                            |
| Luigi       | Oui                            | Oui                            | Oui                            | Oui                            | Oui                            | Oui                            | Oui                            | Oui                            | Oui                            | Oui                            | Oui                             | Oui                             | Oui                             | Oui                             | Oui                             | Oui                            | Oui                            | Oui                            |
| Peach       | Oui                            | Oui                            | Oui                            | Oui                            | Oui                            | Oui                            | Oui                            | Oui                            | Oui                            | Oui                            | Oui                             | Oui                             | Oui                             | Oui                             | Oui                             | Oui                            | Oui                            | Oui                            |
| Yoshi       | Oui                            | Oui                            | Oui                            | Oui                            | Oui                            | Oui                            | Oui                            | Oui                            | Oui                            | Oui                            | Oui                             | Oui                             | Oui                             | Oui                             | Oui                             | Oui                            | Oui                            | Oui                            |
| Wario       | Oui                            | Oui                            | Oui                            | Oui                            | Oui                            | Oui                            | Oui                            | Oui                            | Oui                            | Oui                            | Non                             | Oui                             | Oui                             | Oui                             | Oui                             | Oui                            | Oui                            | Oui                            |
| Donkey Kong | Oui                            | Oui                            | Oui                            | Oui                            | Non                            | Non                            | Non                            | Non                            | Non                            | Oui                            | Non                             | Non                             | Non                             | Oui                             | Non                             | Oui                            | Oui                            | Oui                            |
| Daisy       | Non                            | Non                            | Oui                            | Oui                            | Oui                            | Oui                            | Oui                            | Oui                            | Oui                            | Oui                            | Non                             | Oui                             | Oui                             | Oui                             | Oui                             | Oui                            | Oui                            | Oui                            |
| Waluigi     | Non                            | Non                            | Oui                            | Oui                            | Oui                            | Oui                            | Oui                            | Oui                            | Oui                            | Oui                            | Non                             | Oui                             | Oui                             | Oui                             | Oui                             | Oui                            | Oui                            | Oui                            |
| Toad        | Non                            | Non                            | Non                            | Non                            | Oui                            | Oui                            | Oui                            | Oui                            | Oui                            | Oui                            | Non                             | Oui                             | Oui                             | Oui                             | Non                             | Non                            | Non                            | Oui                            |
| Boo         | Non                            | Non                            | Non                            | Non                            | Oui                            | Oui                            | Oui                            | Oui                            | Non                            | Non                            | Non                             | Non                             | Oui                             | Non                             | Non                             | Oui                            | Non                            | Oui                            |
| Mini Bowser | Non                            | Non                            | Non                            | Non                            | Oui                            | Oui                            | Non                            | Non                            | Non                            | Non                            | Non                             | Non                             | Non                             | Non                             | Non                             | Non                            | Non                            | Non                            |
| Toadette    | Non                            | Non                            | Non                            | Non                            | Non                            | Oui                            | Oui                            | Oui                            | Non                            | Oui                            | Non                             | Non                             | Non                             | Oui                             | Non                             | Non                            | Non                            | Oui                            |
| Birdo       | Non                            | Non                            | Non                            | Non                            | Non                            | Non                            | Oui                            | Oui                            | Oui                            | Non                            | Non                             | Non                             | Non                             | Non                             | Non                             | Non                            | Oui                            | Oui                            |
| Skelerex    | Non                            | Non                            | Non                            | Non                            | Non                            | Non                            | Oui                            | Oui                            | Non                            | Non                            | Non                             | Non                             | Non                             | Non                             | Non                             | Oui                            | Non                            | Non                            |
| Frère Marto | Non                            | Non                            | Non                            | Non                            | Non                            | Non                            | Non                            | Oui                            | Non                            | Non                            | Non                             | Non                             | Non                             | Non                             | Non                             | Oui                            | Non                            | Non                            |
| Bloups      | Non                            | Non                            | Non                            | Non                            | Non                            | Non                            | Non                            | Oui                            | Non                            | Non                            | Non                             | Non                             | Non                             | Non                             | Non                             | Non                            | Non                            | Non                            |
| Koopa       | Non                            | Non                            | Non                            | Non                            | Non                            | Non                            | Non                            | Non                            | Oui                            | Non                            | Non                             | Non                             | Non                             | Non                             | Non                             | Oui                            | Non                            | Oui                            |
| Maskass     | Non                            | Non                            | Non                            | Non                            | Non                            | Non                            | Non                            | Non                            | Oui                            | Non                            | Non                             | Non                             | Non                             | Non                             | Non                             | Oui                            | Non                            | Oui                            |
| Kamek       | Non                            | Non                            | Non                            | Non                            | Non                            | Non                            | Non                            | Non                            | Oui                            | Non                            | Non                             | Non                             | Non                             | Non                             | Non                             | Non                            | Non                            | Non                            |
| Harmonie    | Non                            | Non                            | Non                            | Non                            | Non                            | Non                            | Non                            | Non                            | Non                            | Oui                            | Non                             | Non                             | Non                             | Oui                             | Oui                             | Oui                            | Oui                            | Oui                            |
| Spike       | Non                            | Non                            | Non                            | Non                            | Non                            | Non                            | Non                            | Non                            | Non                            | Oui                            | Non                             | Non                             | Non                             | Non                             | Non                             | Non                            | Non                            | Oui                            |
| Bowser Jr.  | Non                            | Non                            | Non                            | Non                            | Non                            | Non                            | Non                            | Non                            | Non                            | Non                            | Non                             | Non                             | Oui                             | Non                             | Non                             | Oui                            | Non                            | Oui                            |
| Diddy Kong  | Non                            | Non                            | Non                            | Non                            | Non                            | Non                            | Non                            | Non                            | Non                            | Non                            | Non                             | Non                             | Non                             | Oui                             | Non                             | Oui                            | Non                            | Non                            |
| Bowser      | Non                            | Non                            | Non                            | Non                            | Non                            | Non                            | Non                            | Non                            | Non                            | Non                            | Non                             | Non                             | Non                             | Non                             | Non                             | Oui                            | Non                            | Oui                            |
| Goomba      | Non                            | Non                            | Non                            | Non                            | Non                            | Non                            | Non                            | Non                            | Non                            | Non                            | Non                             | Non                             | Non                             | Non                             | Non                             | Oui                            | Non                            | Oui                            |
| Topi Taupe  | Non                            | Non                            | Non                            | Non                            | Non                            | Non                            | Non                            | Non                            | Non                            | Non                            | Non                             | Non                             | Non                             | Non                             | Non                             | Oui                            | Non                            | Oui                            |
| Poum Poum   | Non                            | Non                            | Non                            | Non                            | Non                            | Non                            | Non                            | Non                            | Non                            | Non                            | Non                             | Non                             | Non                             | Non                             | Non                             | Oui                            | Non                            | Non                            |
| Pauline     | Non                            | Non                            | Non                            | Non                            | Non                            | Non                            | Non                            | Non                            | Non                            | Non                            | Non                             | Non                             | Non                             | Non                             | Non                             | Non                            | Non                            | Oui                            |
| Ninji       | Non                            | Non                            | Non                            | Non                            | Non                            | Non                            | Non                            | Non                            | Non                            | Non                            | Non                             | Non                             | Non                             | Non                             | Non                             | Non                            | Non                            | Oui                            |
| Total       | 6                              | 6                              | 8                              | 8                              | 10                             | 11                             | 12                             | 14                             | 12                             | 12                             | 4                               | 8                               | 9                               | 12                              | 8                               | 20                             | 10                             | 22                             |

## Système de jeu
La série Mario Party est principalement basée sur le jeu de plateau, à la manière d'un jeu de l'oie. L'objectif est de remporter la victoire en possédant le plus d'Étoiles possible à la fin de la partie. Le jeu se déroule à tour de rôle, chaque joueur lançant le dé et se déplaçant du nombre de cases correspondant au chiffre obtenu.
Chaque plateau présente un environnement unique et recèle de cases et de surprises aux effets différents sanctionnant les joueurs de manière bénéfique ou maléfique. Par exemple, les cases bleues permettent de gagner des pièces, les cases rouges d'en perdre et les cases vertes de déclencher un événement aux effets aléatoires.
Une fois que chaque joueur a terminé de jouer, le tour se conclut par un mini-jeu permettant aux joueurs de récupérer des pièces en fonction de leur place dans le classement. Les pièces collectées tout au long de la partie servent à acheter des objets, des Étoiles ou pour payer déclencher divers événement qui peuvent venir bouleverser le déroulement de la partie.
Mario Party 9 et Mario Party 10 proposent un système de jeu un peu différent. Les personnages ne se déplacent non plus seuls mais tous ensemble dans un unique véhicule. Le joueur gagnant est celui qui remporte le plus de Petites Étoiles. Celles-ci peuvent être obtenues sur le plateau, en s'arrêtant sur des cases événements ou en remportant des mini-jeux.
Outre le système de jeu de plateau, la série Mario Party présente d'autres modes de jeu, dont les plus récurrents sont un mode qui permet de profiter librement des mini-jeux disponibles seul ou à plusieurs et un mode boutique qui permet de débloquer divers éléments. Également, les épisodes les plus récents disposent de fonctionnalités multijoueur en ligne.

## Accueil

### Critiques
| Jeu                        | GR      | MC     |
| -------------------------- | ------- | ------ |
| Mario Party                | 78,02 % | 79/100 |
| Mario Party 2              | 76,16 % | 76/100 |
| Mario Party 3              | 73,64 % | 74/100 |
| Mario Party 4              | 73,30 % | 70/100 |
| Mario Party 5              | 70,66 % | 69/100 |
| Mario Party 6              | 73,41 % | 71/100 |
| Mario Party Advance        | 56,53 % | 54/100 |
| Mario Party 7              | 65,39 % | 64/100 |
| Mario Party 8              | 62,98 % | 62/100 |
| Mario Party DS             | 72,17 % | 72/100 |
| Mario Party 9              | 75,05 % | 73/100 |
| Mario Party: Island Tour   | 59,00 % | 57/100 |
| Mario Party 10             | 64,49 % | 66/100 |
| Mario Party: Star Rush     | 64,97 % | 68/100 |
| Mario Party: The Top 100   | 53,20%  | 59/100 |
| Super Mario Party          | 74,92%  | 76/100 |
| Mario Party Superstars     | –       | 80/100 |
| Super Mario Party Jamboree | –       | 82/100 |

### Ventes
| Jeu                      | Ventes (en millions) |
| ------------------------ | -------------------- |
| Mario Party              | 2,70                 |
| Mario Party 2            | 2,48                 |
| Mario Party 3            | 1,91                 |
| Mario Party 4            | 2,46                 |
| Mario Party 5            | 2,17                 |
| Mario Party 6            | 1,63                 |
| Mario Party Advance      | 0,98                 |
| Mario Party 7            | 1,57                 |
| Mario Party 8            | 8,85                 |
| Mario Party DS           | 9,31                 |
| Mario Party 9            | 3,11                 |
| Mario Party: Island Tour | 2,90                 |
| Mario Party 10           | 2,26                 |
| Mario Party: Star Rush   | 0,87                 |
| Mario Party: The Top 100 | 0,53                 |
| Super Mario Party        | 20,66                |
| Mario Party Superstars   | 12,89                |